# Iulia Caesaris (i. e. 39)

## Augustus lánya

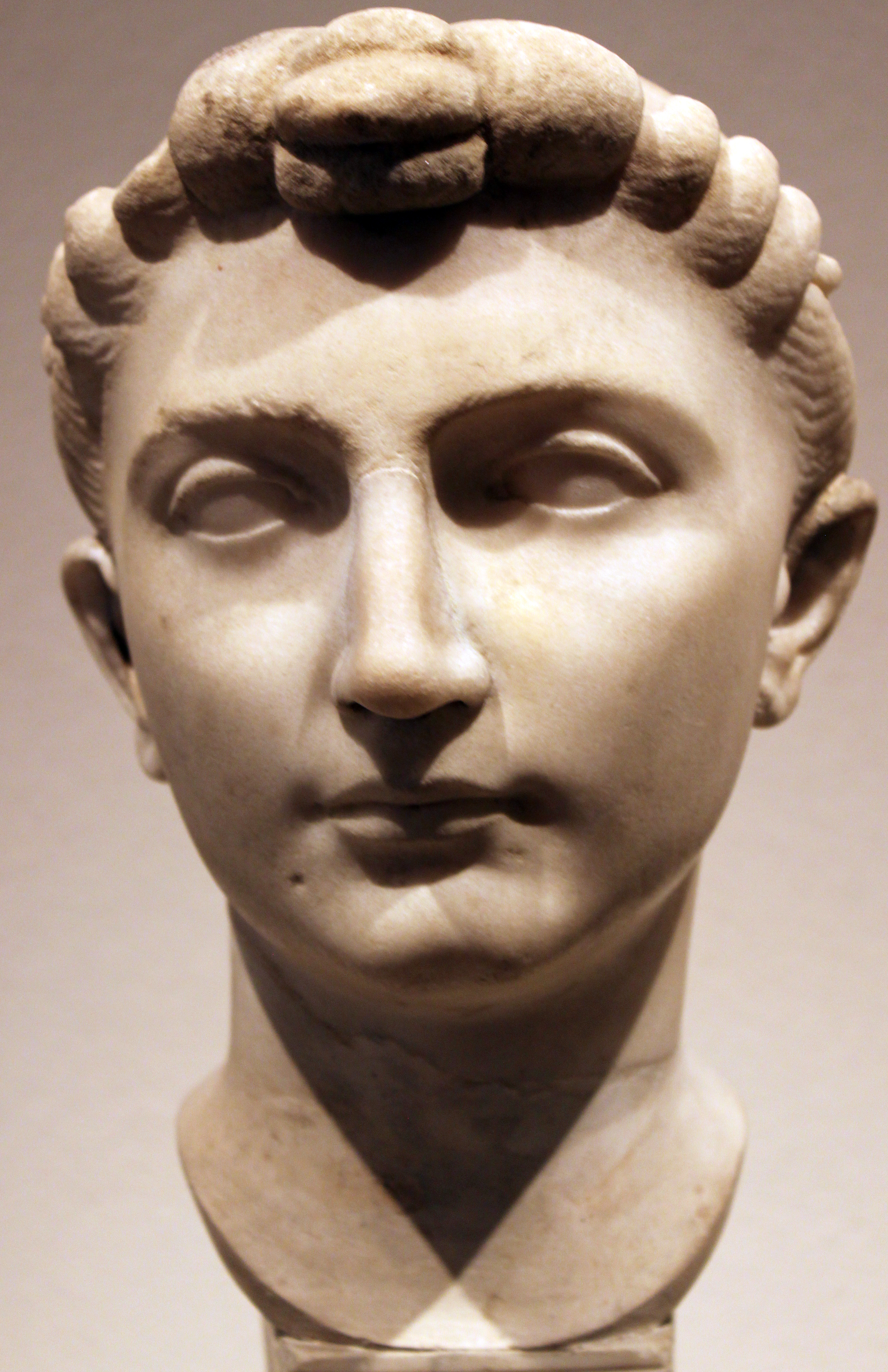
Iulia, akihez apja nagy dinasztikus reményeket fűzött, ám élete végén mégis kénytelen volt kitagadni

Iulia Caesaris (Kr. e. 39. – Kr. u. 14.), ismertebb nevén az idősebb Iulia, Augustus római császár egyetlen gyermeke volt, annak második, Scriboniával kötött házasságából származott. Néhány nappal azután jött a világra, hogy apja elvált édesanyjától, hogy feleségül vehesse Livia Drusillát. Octavianus gondját viselte a gyermeknek, aki fontos szerepet játszott dinasztikus politikájában.
14 évesen Iuliát összeházasították unokatestvérével, az Octavia nagynénjétől származó Marcus Claudius Marcellusszal. A császár örököséül kiszemelt fiatalember azonban Kr. e. 23-ban, alig két évvel a házasságkötés után váratlanul elhunyt. Augustus ekkor kiváló hadvezéréhez és jó barátjához, Marcus Vipsanius Agrippához adta leányát. Julia Kr. e. 21-ben kötött második házassága bővelkedett a gyermekáldásban. Öt gyermeke született: Vipsania Julia, az idősebb Agrippina (Caligula császár édesanyja), Lucius Caesar, 
Gaius Caesar és az Agrippa Kr. e. 12-ben bekövetkezett halála után született Postumus Agrippa. Augustus személyesen felügyelte a gyermekek neveltetését, Gaiust és Luciust pedig még örökbe is fogadta.
Noha Agrippa volt a családfő (pater familias), Augustus óriási befolyással volt a családra. A császár családjának a római erények mintapéldáinak kellett lenniük: lányát és lányunokáit a szerénység és szemérem megtestesítőivé faragta – egyszerűen öltözködtek, napjaikat a háztartás vezetésével, fonással és szövéssel töltötték.
Agrippa halála után Augustus mostohafia, Tiberius lett az új örökösjelölt. Hogy pozícióit megerősítse, Tiberius kénytelen volt elválni hőn szeretett feleségétől, hogy elvegye az immár másodszorra is megözvegyült Juliát (Kr. e. 11.). Házasságuk kezdettől fogva boldogtalan volt, már csak azért is, mert – csakúgy, mint Agrippa idejében – Julia több szeretőt tartott. Az sem segített, hogy a pár közös gyermeke nem sokkal születése után meghalt (Kr. e. 10.). A megkeseredett Tiberius végül Kr. e. 6-ban Rodoszra vonult vissza. A régi erkölcsök feltámasztásán munkálkodó Augustus sem térhetett napirendre lánya kicsapongásai felett: Iuliát Kr. e. 2-ben házasságtörés vádjával elfogták. Tiberius nyomban elvált tőle, Augustus pedig lánya kivégzését fontolgatta. Végül a senatus elé vitte az ügyet, amelynek döntése értelmében Juliát öt évre száműzték egy kis szigetre (Pandataria), ahol rendkívül mostoha körülmények között kellett élnie. Édesanyja, Scribonia mindvégig mellette maradt. Öt év után Juliát visszaengedték Itáliába, ám a császári családba sohasem fogadták vissza és Rhegium (ma Reggio Calabria) városát sem hagyhatta el. Augustus sosem bocsátott meg neki: még azt is megtiltotta, hogy mauzóleumába helyezzék el a holttestét. A császárt Tiberius követte a trónon, aki gyorsan meg akart szabadulni a gyűlölt nőtől, ezért kegyetlen bánásmódot írt elő részére. Tacitus szerint a meggyötört Julia végül éhenhalt.
Iuliát éles nyelvéről és elméjéről ismerték. Egyesek szerint szexuális kicsapongásai egy nagyobb terv részei voltak, mely szerint lojális követőket kívánt szerezni apja megbuktatásához. Eszerint Augustus nem is erkölcstelen életmódja miatt száműzte, hanem mert potenciális veszélyforrást jelentett hatalmára nézve.